# 폴리안삼지창박쥐
폴리안삼지창박쥐(Paratriaenops pauliani)는 잎코박쥐과에 속하는 박쥐의 일종이다. 마다가스카르섬의 토착종으로 이전에는 삼중잎코박쥐속(Triaenops)으로 분류했지만, 현재는 별도의 파라트리아이놉스속(Paratriaenops)으로 분류하고 있다. 세이셸 서부 알다브라섬의 토착종으로 피카르 섬에서 발견되었다. 이전에는 마다가스카르섬에서 알려진 Triaenops furculus의 일부로 간주되었고, 초기에는 삼중잎코박쥐속(Triaenops)에 속하는 신종으로 분류되었다. 나중에는 T. furculus와 마찬가지로 별도의 속 파라트리아이놉스속(Paratriaenops)으로 분류되었다. 근연종의 일종 그랑디디에삼지창박쥐(Paratriaenops auritus)도 역시 마다가스카르섬에서 발견되며, 유사하게 재할당되었다. 반면에 보전 등급은 공식적으로 평가되지 않았고, 작은 분포 지역에 작은 개체군을 형성하는 것으로 추정되며, 불확실하지만 멸종위급종으로 간주되고 있다.
알다브라 동쪽의 코스몰레도 환초에서 보고되는 폴리안삼지창박쥐는 실제로는 피카르 섬에서 수집된 개체를 잘못 기술한 것으로 간주된다.